# Sechslinien-Regenbogenfisch
Der Sechslinien-Regenbogenfisch (Melanotaenia sexlineata) auch Sechsstreifen- oder Fly River-Regenbogenfisch ist ein Endemit aus dem Oberlauf des Fly River in Papua-Neuguinea. Die Art aus der Familie der Regenbogenfische wurde zuerst 1937 im Rahmen einer Prospektion nach Gold gesammelt aber erst 1964 vom australischen Ichthyologen Ian Munro anhand dieser Exemplare wissenschaftlich beschrieben.

## Merkmale
Der Sechslinien-Regenbogenfisch hat eine goldgelbe oder grünlich-bronze Grundfärbung, die im Licht irisierend schimmert, mit  fünf bis acht dünnen dunkelrötlichen oder schwarzen Linien zwischen jeder Schuppenreihe und einem markanten dunklen horizontalen Fleck direkt über der Basis der Brustflosse. Weibchen sind im Vergleich zu Männchen etwas schwächer ausgefärbt und die erste Rückenflosse ist kürzer. Männchen haben oft rot gefärbte Lippen. Melanotaenia sexlineata wird im Vergleich zu den ähnlichen Arten Melanotaenia maccullochi und Melanotaenia papuae im Alter etwas hochrückiger. Die Größe ausgewachsener Exemplare beträgt etwa sechs bis acht Zentimeter Länge.
Es sind verschiedene Farbvarianten bekannt. Heiko Bleher sammelte 2003 eine Variante mit einem blau schimmernden Rücken und orangen Flossenspitzen, während Allen 2007 Exemplare mit irisierend türkis-goldenem Schimmer fing.
Melanotaenia sexlineata wurde in der Vergangenheit oft mit M. papuae verwechselt, da Munro zur wissenschaftlichen Beschreibung neben den Exemplaren aus dem Gebiet des Oberlaufs des Fly auch Exemplare aus der Gegend um Port Moresby als Paratypen heranzog. Diese wurden jedoch später von Allen als neue Art erkannt und 1981 von ihm zur Beschreibung von Melanotaenia papuae herangezogen. Verwechselungen mit der eng verwandten Art Melanotaenia maccullochi erklären sich aus der Tatsache, dass diese Art auch im Fly River vorkommt – allerdings im Unterlauf, dort aber anders aussieht als die schon länger bekannte Variante des M. maccullochi aus Australien.

## Vorkommen und Habitat
Der Sechslinien-Regenbogenfisch konnte bei ichthyologischen Untersuchungen des Fly River in den 1980er und 2000er Jahren nur im Gebiet des Oberlaufs des Fly-River nachgewiesen werden. Oft wurde er in kleinen Bächen nördlich von Kiunga, bzw. 830 bis 850 km von der Mündung stromaufwärts, angetroffen.
Die Art lebt lokal begrenzt im Tiefland am Fuß von Vorgebirgen auf etwa 100 m über NN in kleinen, langsam fließenden Regenwaldbächen, die klar aber oft teefarben gefärbt sind. Die dort gemessenen sauren pH-Werte lagen zwischen 6,1 und 6,5 bei jahreszeitlich gleich bleibenden Temperaturen um 25 °C.